# Zachobiella submarginata
Zachobiella submarginata är en insektsart som beskrevs av Peter Esben-Petersen 1929. 
Zachobiella submarginata ingår i släktet Zachobiella och familjen florsländor. Inga underarter finns listade i Catalogue of Life.